# Centaurea tuzgoluensis
Centaurea tuzgoluensis — вид квіткових рослин родини айстрових (Asteraceae). Ареал: Туреччина.

## Опис
Багаторічна трав'яниста рослина. Стебло 15–70 см, повзуче, розгалужене від основи, смугасте, чотиригранне, павутинисте. Базальні листки 3–8(12) см завдовжки, черешкові, цілокраї; частки від яйцеподібних до еліптичних, 5–10 ≈ 2.5 мм, з жовтуватою гострою верхівкою, павутинисті. Середні стеблові листки схожі на прикореневі, але дрібніші. Верхні листки цілокраї, оберненояйцеподібні, 3–7 ≈ 3 мм. Квіткові голови згруповані по (1)2–5 на кінці гілок. Філярії в 4–6 рядах. Квітки рожеві, 12–15 мм завдовжки, крайові променисті, безплідні. Сім'янки яйцеподібні, подовжені, 4–5 ≈ 2–2.5 мм, гладкі, смугасті, чорнувато-блискучі; папус подвійний, зовнішній ряд 1–1.5 мм, внутрішні 0.5–1 мм. Цвітіння і плодоношення: червень і липень.

## Середовище
C. tuzgoluensis росте в галофітних степах, прибл. 1000 м над рівнем моря в Центральній Анатолії. Відомий лише з двох локалітетів, які перебувають під загрозою сильного випасу. Відповідає категорії CR, за критеріями МСОП.